# Scytaleum skarbilowiezae
Scytaleum skarbilowiezae is een rondwormensoort. De wetenschappelijke naam van de soort is voor het eerst geldig gepubliceerd in 1958 door Amakhanov.